# 西藏荨麻
西藏荨麻（学名：Urtica tibetica）为荨麻科荨麻属的植物，为中国的特有植物。分布在中国大陆的西藏等地，生长于海拔3,200米至4,800米的地区，多生于山坡草地，目前尚未由人工引种栽培。